# Розовая пантера (мультсериал, 1993)
Розовая пантера (англ. The Pink Panther) — американский мультсериал, выходивший с 1993 по 1995 год. Был создан совместными усилиями кинокомпаний Metro-Goldwyn Mayer Animation, Mirisch-Geoffrey DePatie-Freleng и United Artists.
В России транслировался с 1 декабря 1996 по 14 апреля 1998 года на телеканале ОРТ. Главного героя озвучил Андрей Казанцев. Перевод был осуществлён компанией «Селена Интернешнл».

## Предпосылка
Главному герою — Розовой Пантере — впервые дали полноценную возможность разговаривать. Розовую Пантеру озвучивал Мэтт Фрюэр, персонажу был дан юмористический американский акцент для обращения к младшим детям. У Пантеры появилось имя — Пинки (англ. Pinky).

## Персонажи
Муравей и Муравьед (англ. The Ant and The Aardvark) — два персонажа, у которых друг к другу всегда одна и та же вражда, как у Тома и Джерри — муравьед хочет съесть муравья, а муравей не поддаётся. Зачастую из-за Пантеры муравьеду не удаётся съесть муравья.
Инспектор (англ. The Inspector) — детектив. Взят по образу инспектора из одноимённого мультсериала 1960-х годов. Его имя (Жак Клузо) ни разу не называется. Говорит с французским акцентом. Иногда попадает в нелепые ситуации, сам того не осознавая, что может оказаться на волосок от гибели. В сериях с инспектором Пантера — всегда его помощник.
Пёсный отец (англ. Dogfather) — главарь банды из двух его подопечных собак — Луи и Пагг. Озвучивал Джо Пископо. Небольшого роста, всегда носит очки. Он и его банда всегда охотятся за ценностями, ставят перед собой цели ограбить банк, обокрасть музей и пр., идут на любые ухищрения. Но в конечном итоге из-за Пантеры их планы рушатся.
Профессор Фон Шмарти (англ. Von Schmarty) — профессор. В чём-то похож на Альберта Эйнштейна и даже говорит с немецким акцентом.
Тельма (англ. Thelma) — маленькая девочка с куклой. Озвучивала Кэт Сьюси. К Пантере всегда обращается «Мистер». Очень озорная, любит хулиганить, из-за чего Пантере достаётся.
Маленький человек (англ. The Little Man) — низкорослый персонаж с длинным носом. Данного персонажа озвучивал Уоллес Шон. Постоянного имени не имеет. В сериях с Тельмой является её отцом, либо дядей. В большинстве случаев в сериях встречается, как человек занимающий руководящую должность.
Лестер (англ. Lester) — задиристый афроамериканский подросток, который очень любит похулиганить. Но если парень осознаёт всю серьёзность ситуации, помогает Пантере наказать злодея.
Квини Конг (англ. Queeny Kong) — кинг-конг в женском обличии. Добрая, наивная, джазовая певица. Живёт на острове где-то посреди Атлантического океана.
Человек Вуду (англ. Voodoo Man) — шаман. Живёт на острове где-то посреди Атлантического океана. Всегда ходит в маске и носит синюю кожу. Часто говорит заклинаниями на только ему понятном языке. Его оружие - магический посох из бамбука с черепом на кончике.

## Список серий
1. Pink Pink and Away/Down on the Ant Farm
2. Pink and Quiet/The Pinky 500
3. The Ghost and Mr. Panther/Cleopanthra
4. Big Top Pinky/Yeti 'Nother Bigfoot Story
5. Pinky in Paradise/Department Store Pink-erton
6. Moby Pink/The Pink Stuff
7. Pink Pizza/Pink Painter
8. Pink Paparazzi/Werewolf in Panther’s Clothing
9. Rock me Pink/Pinkus Pantherus